# Водино (Ростовская область)
Водино — хутор в Неклиновском районе Ростовской области.
Входит в состав Синявского сельского поселения.

## Население
| 2010 |
| ---- |
| 142  |

## Улицы
- ул. Жукова,
- ул. Интернациональная,
- ул. Мирная.